# Sopot Open 2005 - Qualificazioni singolare
Le qualificazioni del singolare del Sopot Open 2005 sono state un torneo di tennis preliminare per accedere alla fase finale della manifestazione. I vincitori dell'ultimo turno sono entrati di diritto nel tabellone principale. In caso di ritiro di uno o più giocatori aventi diritto a questi sono subentrati i lucky loser, ossia i giocatori che hanno perso nell'ultimo turno ma che avevano una classifica più alta rispetto agli altri partecipanti che avevano comunque perso nel turno finale.
Le qualificazioni del torneo Sopot Open 2005 prevedevano 32 partecipanti di cui 4 sono entrati nel tabellone principale.

## Teste di serie
1. Albert Portas (Qualificato)
2. Peter Luczak (secondo turno)
3. Juan Antonio Marín (Qualificato)
4. Alan Mackin (ultimo turno)

1. Jan Frode Andersen (secondo turno)
2. Filip Urban (ultimo turno)
3. Michał Przysiężny (secondo turno)
4. Dawid Olejniczak (ultimo turno)

## Qualificati
1. Albert Portas
2. Mariusz Fyrstenberg

1. Juan Antonio Marín
2. Marcin Matkowski

## Tabellone

### Legenda
| - Q = Qualificato - WC = Wild card - LL = Lucky loser | - ALT = Alternate - SE = Special Exempt - PR = Protected Ranking | - w/o = Walkover - r = Ritirato - d = Squalificato |

### Sezione 1
|  | Primo turno         | Primo turno         | Primo turno         | Primo turno | Primo turno |  |  | Secondo turno | Secondo turno       | Secondo turno       | Secondo turno | Secondo turno |   |   | Ultimo turno | Ultimo turno  | Ultimo turno  | Ultimo turno | Ultimo turno |  |
|  |                     |                     |                     |             |             |  |  |               |                     |                     |               |               |   |   |              |               |               |              |              |  |
|  | 1                   | Albert Portas       | Albert Portas       | 6           | 6           |  |  |               |                     |                     |               |               |   |   |              |               |               |              |              |  |
|  |                     | Pawel Glodkowski    | Pawel Glodkowski    | 1           | 1           |  |  | 1             | Albert Portas       | Albert Portas       | 6             | 6             |   |   |              |               |               |              |              |  |
|  | Tomasz Krzyszkowski | Tomasz Krzyszkowski | Tomasz Krzyszkowski | 6           | 6           |  |  |               | Tomasz Krzyszkowski | Tomasz Krzyszkowski | 1             | 1             |   |   |              |               |               |              |              |  |
|  | Andriej Kapaś       | Andriej Kapaś       | Andriej Kapaś       | 1           | 3           |  |  |               |                     |                     |               |               |   |   | 1            | Albert Portas | Albert Portas | 6            | 6            |  |
|  | Željko Krajan       | Željko Krajan       | Željko Krajan       | 6           | 6           |  |  |               |                     |                     | Željko Krajan | Željko Krajan | 3 | 3 |              |               |               |              |              |  |
|  | Michal Wojtyczka    | Michal Wojtyczka    | Michal Wojtyczka    | 0           | 0           |  |  |               | Željko Krajan       | 6                   | 3             | 6             |   |   |              |               |               |              |              |  |
|  | 5                   | Jan Frode Andersen  | Jan Frode Andersen  | 6           | 6           |  |  | 5             | Jan Frode Andersen  | 4                   | 6             | 2             |   |   |              |               |               |              |              |  |
|  |                     | Lukasz Wodnicki     | Lukasz Wodnicki     | 2           | 3           |  |  |               |                     |                     |               |               |   |   |              |               |               |              |              |  |

### Sezione 2
|  | Primo turno         | Primo turno         | Primo turno         | Primo turno | Primo turno |  |  | Secondo turno | Secondo turno       | Secondo turno       | Secondo turno    | Secondo turno |   |   | Ultimo turno | Ultimo turno        | Ultimo turno | Ultimo turno | Ultimo turno |  |
|  |                     |                     |                     |             |             |  |  |               |                     |                     |                  |               |   |   |              |                     |              |              |              |  |
|  | 2                   | Peter Luczak        | Peter Luczak        | 6           | 6           |  |  |               |                     |                     |                  |               |   |   |              |                     |              |              |              |  |
|  |                     | Andrzej Grusiecki   | Andrzej Grusiecki   | 1           | 0           |  |  | 2             | Peter Luczak        | Peter Luczak        | 3                | 5             |   |   |              |                     |              |              |              |  |
|  | Mariusz Fyrstenberg | Mariusz Fyrstenberg | Mariusz Fyrstenberg | 6           | 6           |  |  |               | Mariusz Fyrstenberg | Mariusz Fyrstenberg | 6                | 7             |   |   |              |                     |              |              |              |  |
|  | Benjamin Budziak    | Benjamin Budziak    | Benjamin Budziak    | 4           | 4           |  |  |               |                     |                     |                  |               |   |   |              | Mariusz Fyrstenberg | 6            | 2            | 6            |  |
|  | Alfred Zachwiej     | Alfred Zachwiej     | Alfred Zachwiej     | 6           | 6           |  |  |               |                     | 8                   | Dawid Olejniczak | 1             | 6 | 2 |              |                     |              |              |              |  |
|  | Marcin Juscinski    | Marcin Juscinski    | Marcin Juscinski    | 1           | 1           |  |  |               | Alfred Zachwiej     | Alfred Zachwiej     | 1                | 1             |   |   |              |                     |              |              |              |  |
|  | 8                   | Dawid Olejniczak    | Dawid Olejniczak    | 6           | 6           |  |  | 8             | Dawid Olejniczak    | Dawid Olejniczak    | 6                | 6             |   |   |              |                     |              |              |              |  |
|  |                     | Jakub Nijaki        | Jakub Nijaki        | 2           | 0           |  |  |               |                     |                     |                  |               |   |   |              |                     |              |              |              |  |

### Sezione 3
|  | Primo turno           | Primo turno           | Primo turno          | Primo turno | Primo turno |  |  | Secondo turno | Secondo turno         | Secondo turno         | Secondo turno | Secondo turno |   |   | Ultimo turno | Ultimo turno       | Ultimo turno | Ultimo turno | Ultimo turno |  |
|  |                       |                       |                      |             |             |  |  |               |                       |                       |               |               |   |   |              |                    |              |              |              |  |
|  | 3                     | Juan Antonio Marín    | Juan Antonio Marín   | 6           | 6           |  |  |               |                       |                       |               |               |   |   |              |                    |              |              |              |  |
|  |                       | Bartlomiej Dabrowski  | Bartlomiej Dabrowski | 3           | 4           |  |  | 3             | Juan Antonio Marín    | Juan Antonio Marín    | 7             | 6             |   |   |              |                    |              |              |              |  |
|  | Krzysztof Kwinta      | Krzysztof Kwinta      | Krzysztof Kwinta     | 6           | 6           |  |  |               | Krzysztof Kwinta      | Krzysztof Kwinta      | 5             | 2             |   |   |              |                    |              |              |              |  |
|  | Marek Mrozek          | Marek Mrozek          | Marek Mrozek         | 1           | 4           |  |  |               |                       |                       |               |               |   |   | 3            | Juan Antonio Marín | 4            | 6            | 6            |  |
|  | Przemyslaw Lesniewski | Przemyslaw Lesniewski | 4                    | 7           | 6           |  |  |               |                       | 6                     | Filip Urban   | 6             | 1 | 4 |              |                    |              |              |              |  |
|  | Wojciech Owsiak       | Wojciech Owsiak       | 6                    | 5           | 4           |  |  |               | Przemyslaw Lesniewski | Przemyslaw Lesniewski | 3             | 2             |   |   |              |                    |              |              |              |  |
|  | 6                     | Filip Urban           | 3                    | 7           | 6           |  |  | 6             | Filip Urban           | Filip Urban           | 6             | 6             |   |   |              |                    |              |              |              |  |
|  |                       | Piotr Olechowski      | 6                    | 65          | 4           |  |  |               |                       |                       |               |               |   |   |              |                    |              |              |              |  |

### Sezione 4
|  | Primo turno      | Primo turno       | Primo turno       | Primo turno | Primo turno |  |  | Secondo turno | Secondo turno     | Secondo turno | Secondo turno    | Secondo turno    |   |   | Ultimo turno | Ultimo turno | Ultimo turno | Ultimo turno | Ultimo turno |  |
|  |                  |                   |                   |             |             |  |  |               |                   |               |                  |                  |   |   |              |              |              |              |              |  |
|  | 4                | Alan Mackin       | Alan Mackin       | 6           | 6           |  |  |               |                   |               |                  |                  |   |   |              |              |              |              |              |  |
|  |                  | Dawid Piatkowski  | Dawid Piatkowski  | 1           | 3           |  |  | 4             | Alan Mackin       | 3             | 6                | 6                |   |   |              |              |              |              |              |  |
|  | Jedrzej Zarski   | Jedrzej Zarski    | Jedrzej Zarski    | 6           | 6           |  |  |               | Jedrzej Zarski    | 6             | 0                | 2                |   |   |              |              |              |              |              |  |
|  | Mateusz Skorek   | Mateusz Skorek    | Mateusz Skorek    | 3           | 2           |  |  |               |                   |               |                  |                  |   |   | 4            | Alan Mackin  | Alan Mackin  | 3            | 65           |  |
|  | Marcin Matkowski | Marcin Matkowski  | Marcin Matkowski  | 7           | 7           |  |  |               |                   |               | Marcin Matkowski | Marcin Matkowski | 6 | 7 |              |              |              |              |              |  |
|  | Tomasz Bednarek  | Tomasz Bednarek   | Tomasz Bednarek   | 65          | 6(1)        |  |  |               | Marcin Matkowski  | 4             | 7                | 6                |   |   |              |              |              |              |              |  |
|  | 7                | Michał Przysiężny | Michał Przysiężny | 6           | 6           |  |  | 7             | Michał Przysiężny | 6             | 5                | 1                |   |   |              |              |              |              |              |  |
|  |                  | Janusz Conradi    | Janusz Conradi    | 0           | 3           |  |  |               |                   |               |                  |                  |   |   |              |              |              |              |              |  |